# Statue de la Liberté (Washington, D.C.)
Pour les articles homonymes, voir Statue de la Liberté (homonymie).

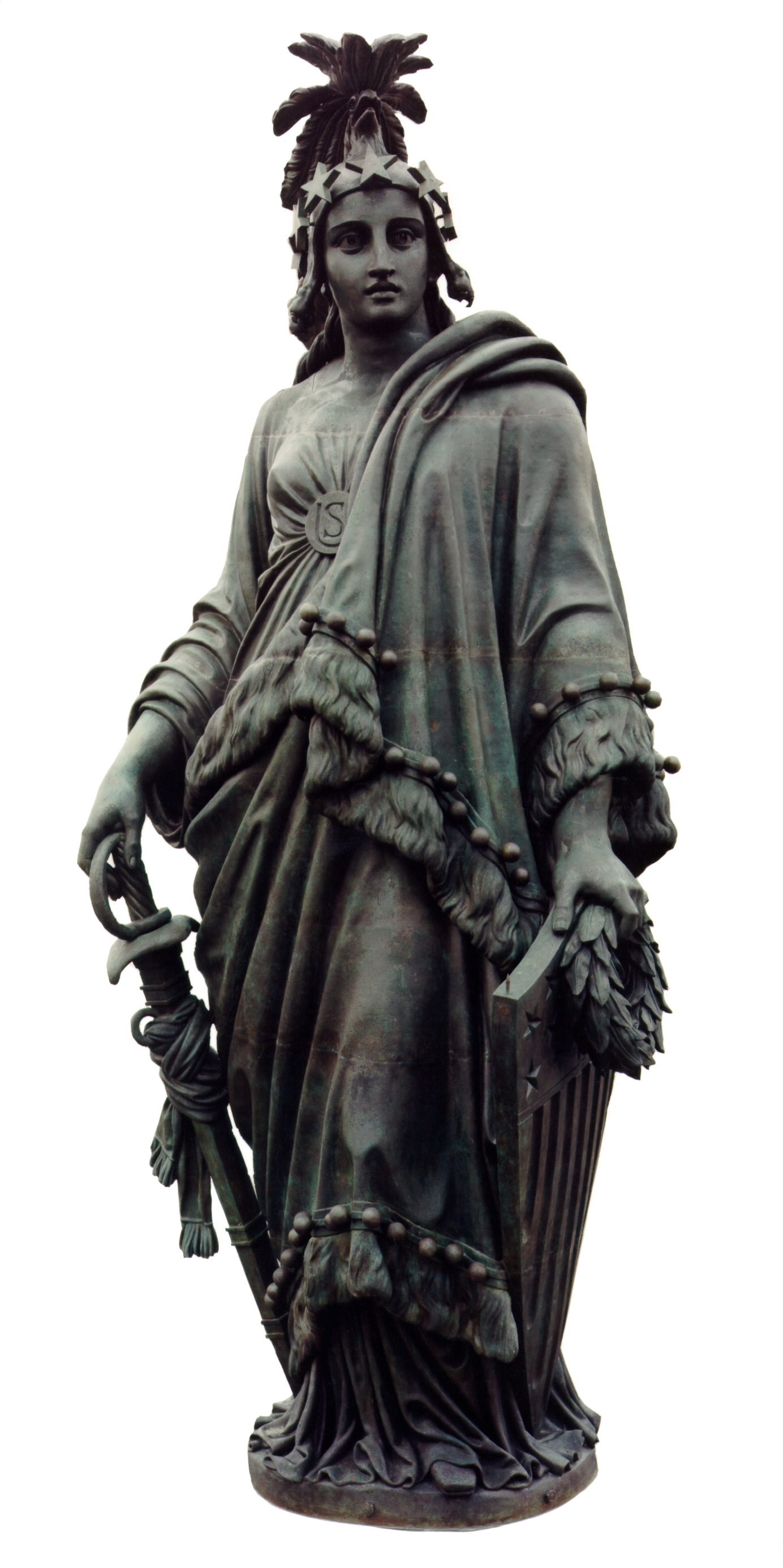
Statue de la Liberté.

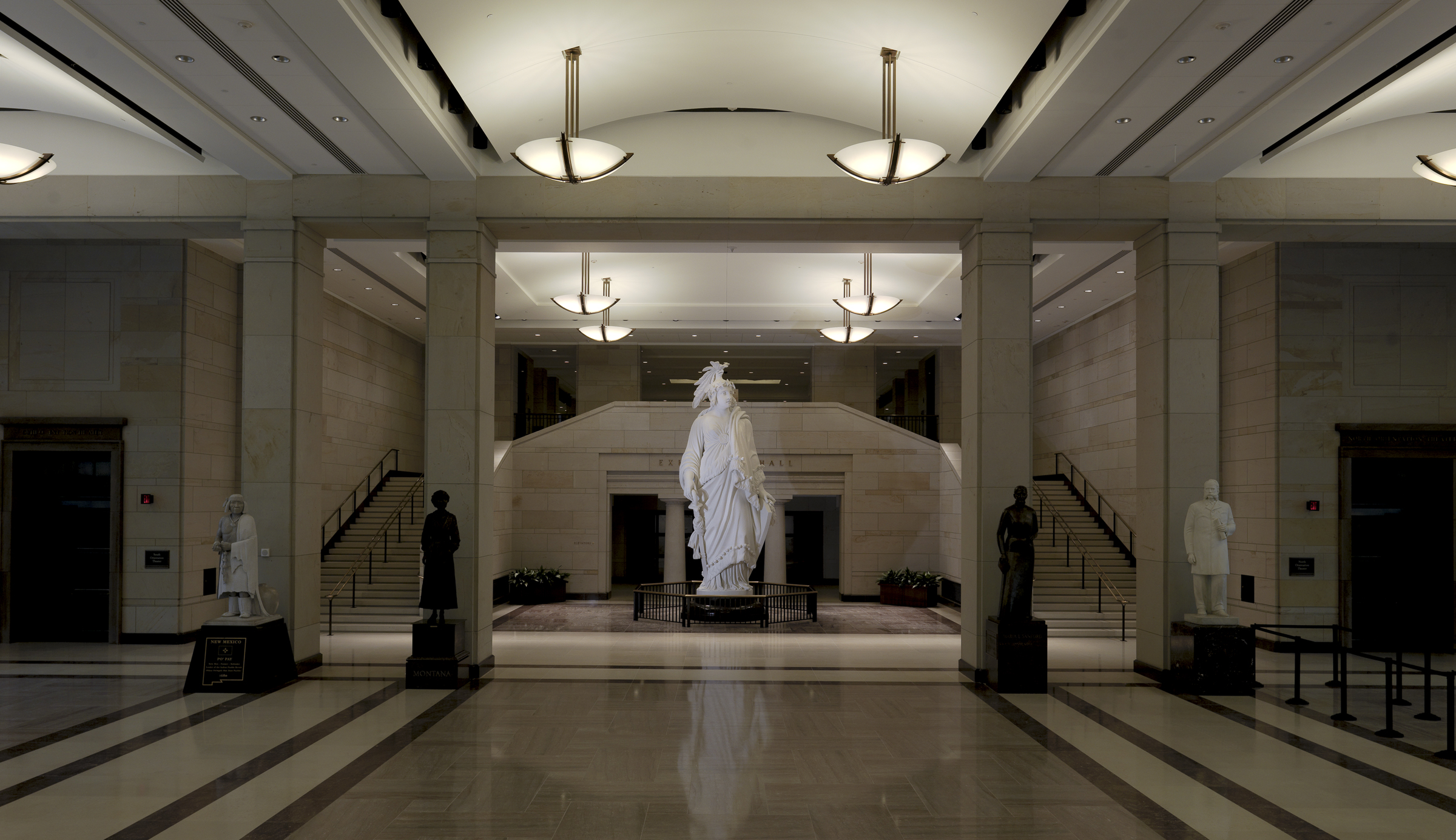
Modèle en plâtre exposé dans l'Emancipation Hall du Capitol Visitor Center.

La statue de la Liberté  (en anglais Statue of Freedom), aussi connue comme la liberté armée ou simplement Liberté, est une statue de bronze conçue par Thomas Crawford. Depuis 1863, elle couronne le dôme du Capitole des États-Unis, à Washington, D.C.. Initialement nommée Liberté triomphant dans la guerre et la paix (Freedom Triumphant in War and Peace), les publications officielles du gouvernement américain indiquent maintenant que la statue « est officiellement connue sous le nom statue de la Liberté ». D'une hauteur de 19 pieds et demi (6 mètres) et pesant environ 15 000 livres (6 800 kg), la statue représente un personnage féminin portant un casque militaire et tenant une épée au fourreau dans sa main droite et une couronne de laurier et un bouclier dans sa main gauche. Le personnage se dresse sur un globe en fonte sur lequel est inscrite l'une des devises des États-Unis, E pluribus unum.

## Historique
Lorsque Crawford meurt subitement en 1857, le modèle qu'il avait réalisé en argile est toujours dans son atelier à Rome. Une copie fut donc réalisée en plâtre en cinq sections et prit la mer au printemps 1858. Le navire et sa cargaison dut faire une première escale à Gibraltar puis une seconde aux Bermudes ne pouvant poursuivre sa route du fait de bris trop importants. Les caisses durent être entreposées puis réexpédiées pour arriver à New York en décembre de la même année et finalement parvenir à Washington à la fin mars 1859.
L'année suivante, le coulage des cinq sections commence sous la supervision de Clark Mills dans une fonderie située en périphérie de la capitale américaine. Elle dut être interrompue avec le début de la guerre civile. Le travail reprend dès la fin de 1862 avec l'aide de Philip Reid (en), né esclave et qui venait d'être affranchi quelques mois plus tôt ayant reçu sa liberté le 16 avril de cette année-là. La dernière section est mise en place, au sommet du dôme du Capitole, le 2 décembre 1863.

### Restauration
Cent trente ans plus tard, l’œuvre subit une restauration qui dure quelques mois, du 9 mai au 23 octobre 1993. La Commission de préservation du Capitole (en) alloue les fonds nécessaires à l'opération ; la statue est remise en place lors de la célébration du bicentenaire de l'édifice. Depuis ce temps, on procède à son entretien à un intervalle de quelques années.